# MG-353

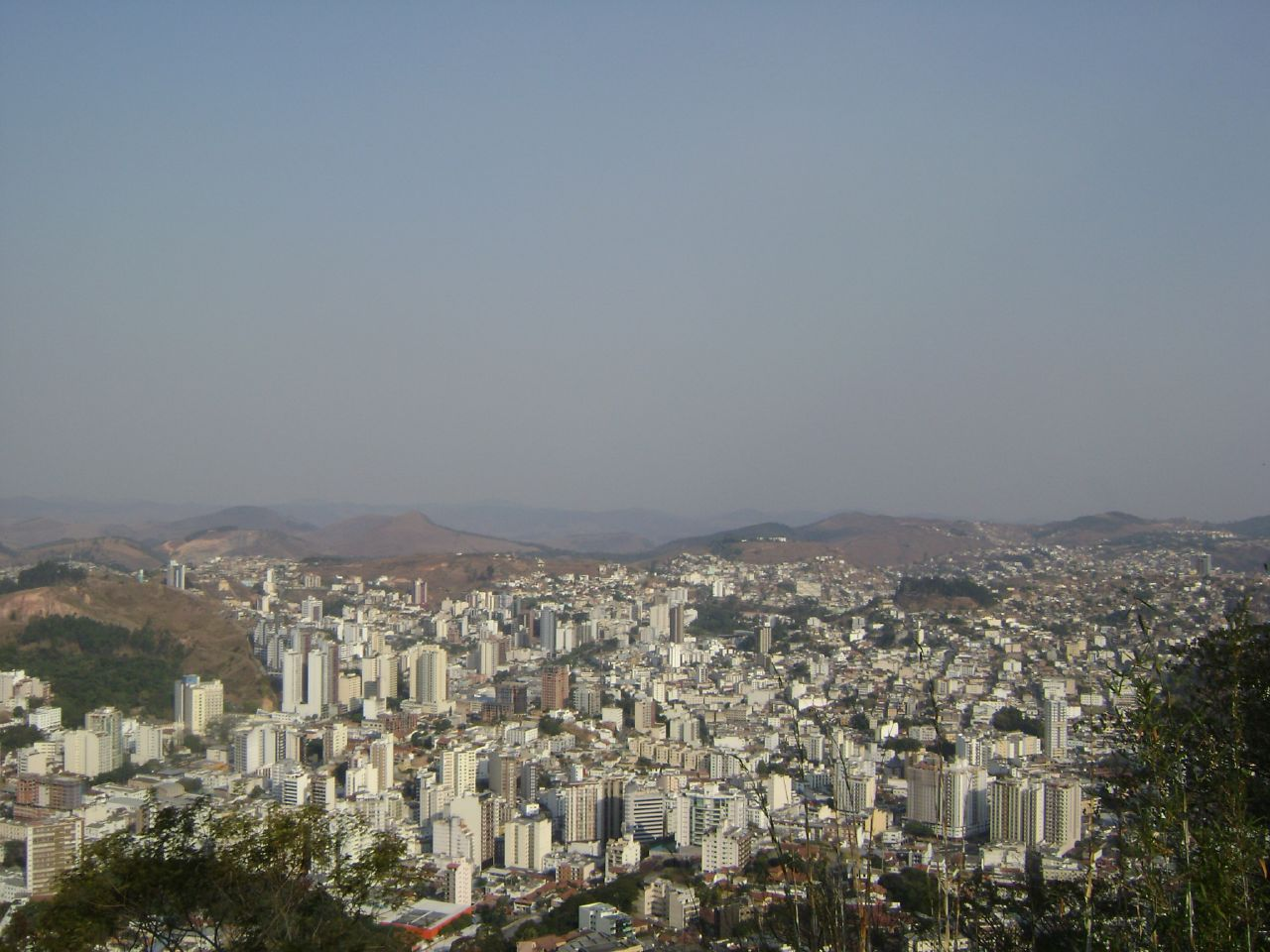
Vista panorâmica de Juiz de Fora, principal cidade cortada pela MG-353.

A MG-353 é uma rodovia brasileira do estado de Minas Gerais. Com 163,2 km de extensão, é toda pavimentada em pista simples, exceto em trecho de cerca de 15 km na zona urbana de Juiz de Fora, onde é duplicada. A MG-353 inicia no entroncamento com a MG-285, em Piraúba, e termina na divisa com o estado do Rio de Janeiro, no município de Rio Preto. Serve aos seguintes municípios: Piraúba, Guarani, Rio Novo, Goianá, Coronel Pacheco, Juiz de Fora, Matias Barbosa, Santa Bárbara do Monte Verde e Rio Preto.

## Turismo
Localizada na mesorregião da Zona da Mata, a rodovia liga o vale do Rio Pomba ao vale do Rio Preto e faz parte dos circuitos turísticos Caminho Novo, Caminhos Verdes de Minas, Recanto dos Barões, e Serras do Ibitipoca. É também a rodovia que dá acesso ao Aeroporto Regional da Zona da Mata, localizado entre as cidades de Goianá e Rio Novo.

## Denominações
Na cidade de Juiz de Fora, a MG-353 tem os nomes de Avenida Juiz de Fora e Avenida Deusdedith Salgado. O trecho compreendido entre Piraúba e Rio Novo é denominado Engenheiro Berillo José da Rocha,  enquanto que o trecho que liga Rio Novo a Juiz de Fora recebe o nome de Engenheiro Otacílio Barbosa de Souza.